# 정해나
정해나(1991년 12월 17일 ~ )는 대한민국의 배우이다.

## 출연작

### 영화
- 《열정같은소리하고있네》(2015년) - 김장미 역

### 드라마
- 《국민사형투표》(SBS, 2023년) - 엄은경 역
- 《하이에나》(SBS, 2020년) - 최현지 역
- 《빙의》(OCN, 2019년) - 소희 역
- 《사생결단 로맨스》(MBC, 2018년) - 푸잉 역
- 《당신은 너무합니다》(MBC, 2017년) - 정해수 역
- 《피리부는 사나이》(tvN, 2016년) - 윤보람 기자 역
- 《발칙하게 고고》(KBS2, 2015년) - 한재영 역
- 《골든크로스》(KBS2, 2014년)
- 《두 여자의 방》(SBS, 2013년)

### 뮤직비디오
- 김나영 - 그럴리가 (2015년)